# Dicladispa occator
Dicladispa occator là một loài bọ cánh cứng trong họ Chrysomelidae. Loài này được Brullé miêu tả khoa học năm 1838.